# مقاطعة الفداء
مقاطعة الفداء هي أحد مقاطعات عمالة الدار البيضاء غرب المملكة المغربية. تضم مقاطعة الفداء أحياء مهمة للدار البيضاء و تأوي مقاطعة الفداء 186.754 نسمة (حسب الإحصاء الرسمي 2004).